# Charles Vavasseur
Cet article possède des paronymes, voir Charles Levasseur et Charles Levavasseur.
Pour les articles homonymes, voir Vavasseur (homonymie).
Charles Vavasseur est un homme politique français né le 23 juillet 1867 à Saint-Pétersbourg (Russie) et décédé le 3 février 1950 à Vouvray (Indre-et-Loire).

## Biographie
Charles Henri Vavasseur est le fils d'un restaurateur à Saint-Pétersbourg. Rentré en Touraine, il suit sa scolarité au lycée de Tours.
Viticulteur et négociants en vins à Vouvray, il est président du syndicat des vins mousseux de Vouvray, vice-président de la Société des viticulteurs français et grand maître de la Chantepleure. 
Conseiller municipal de Vouvray en 1908, il est maire en 1912 et député d'Indre-et-Loire de 1919 à 1924, siégeant au groupe de la Gauche républicaine démocratique. Conseiller général pour le canton de Vouvray, il préside le Conseil départemental d'Indre-et-Loire de 1943 à 1945.
Il préside la Société d'agriculture, arts, sciences et belles-lettres du département d'Indre-et-Loire de 1909 à 1950 et la Société d'horticulture de Touraine.

## Sources
- « Charles Vavasseur », dans le Dictionnaire des parlementaires français (1889-1940), sous la direction de Jean Jolly, PUF, 1960 [détail de l’édition]